# 이플럭스
이플럭스(e-flux)는 1998년 작가 안톤 비도클에 의해 설립된 출판 플랫폼 및 아카이브, 아티스트 프로젝트, 큐레이터 플랫폼이다. 이플럭스가 제작 및 배포한 저널은 국제적으로 현대미술, 문화 및 이론을 둘러싼 비판적 담론의 변형을 설명한다. 메일링 서비스에서 시작한 이플럭스는 현재 저널, 건축, 토론, 예술 의제 검토 등 총 10개의 확장된 프로젝트를 진행하고 있다.

## 역사
1998년 11월, 차이나 타운 홀리데이 인에서 열린 〈가장 최고의 놀라움은 놀랍지 않은 것(The Best Surprise is No Surprise)〉전시회에서 새로운 통신 기술인 이메일을 사용해 보도자료를 배포했다. 한 달 후 안톤 비도클은 박물관 및 기타 예술기관이 지불하는 고정요금으로 9만 명 이상의 독자에게 메일링 서비스를 제공하는 이플럭스 서비스를 무상으로 시작한다. 배포된 모든 정보는 참조 및 연구를 위해 영구적으로 보관되며, 공공미술관 및 박물관에 제한되어 공개된다. 현재 이플럭스는 전세계 거의 모든 주요미술관, 비엔날레, 아트센터, 잡지, 출판사 등 예술계에서 널리 사용되는 플랫폼이다. 이플럭스는 창립 이래로 전시회 및 이벤트의 활발한 국제 프로그램을 유지해 왔다. 2003년 이후 진행된 여러 아티스트와 공동작업을 진행했고, 공간 프로젝트 또한 진행하고 있다. 
2008년, 이플럭스 저널을 런칭했다.
2010년, 타임스퀘어에서 'Time/Bank' 팝업스토어를 열었다.
2015년, 이플럭스 저널이 제 56회 베니스비엔날레 참가자로 초청되었다.
2018년, 부르클린에서 바와 레스토랑 'Laika' 개점했다.

## 이플럭스 저널(e-flux Journal)
이플럭스 저널(e-flux journal)은 2008년 12월 제 1호 발간을 시작으로 예술계 작가와 이론가의 에세이를 담은 월간저널이다. 공개프로그램으로 온라인, PDF, 배포자 네트워크를 통한 인쇄물로 제공된다. 아담 플로린이 디자인을 맡았으며, 베를린의 '더 빌딩(The Building)' 을 시작으로 이플럭스 홈페이지, 전 세계 서점과 예술공간에서 찾아볼 수 있다.   